# Краснов, Николай Иванович (командир дивизии)
Николай Иванович Краснов (16 мая 1909 года, с. Увары, Астраханская губерния, Российская империя —  скончался не ранее 1985 года,   СССР) — советский военачальник, полковник (1943).

## Биография
Родился 16 мая 1909 года в селе Увары, ныне в Камызякском районе Астраханского области Российской Федерации в семье казаков. Родители погибли в Гражданскую войну. Русский.
До июня 1924 года Краснов был воспитанником детского дома № 11 в городе Астрахань, затем там же работал учеником и мастером-переплетчиком в типографии издательства «Коммунист». С августа 1928 года учился на рабфаке им. М. И. Калинина при Сталинградском механическом тракторном институте, в 1929 году вступил в ВКП(б), затем в июне 1930 года поступил в Ленинградский котлотурбинный институт (отраслевой вуз Ленинградского политехнического института). 

### Военная служба

#### Межвоенные годы
В июне 1931 года поступил курсантом в 1-е Ленинградское артиллерийское училище им. Красного Октября. После окончания его направлен в 22-й артиллерийский полк 22-й стрелковой дивизии СКВО, где исполнял должности командира взвода и помощника командира батареи. С апреля 1935 года служил командиром батареи, пом. начальника штаба и вновь командиром полковой батареи 66-го стрелкового полка. С октября 1937 года по февраль 1940 года учился в Военной академии РККА им. М. В. Фрунзе. Затем помощник начальника, а с сентября — начальник оперативного отделения штаба 169-й стрелковой дивизии 37-го стрелкового корпуса 6-й армии КОВО. Накануне войны дивизия входила в состав 55-го стрелкового корпуса и находилась в непосредственном подчинении командования войск округа. 19 июня 1941 года она в составе корпуса вышла к западной границе на реки Прут. 

#### Великая Отечественная война
С началом  войны части дивизии в составе Юго-Западного фронта участвовали в приграничном сражении, в ожесточенных оборонительных боях в районе пгт Липканы (Молдавия) и на реке Днестр на участке Студеница, Камос. Со 2 августа дивизия входила в 18-ю армию Южного фронта и под ударами превосходящих сил противника вынуждена была отходить в направлении Каменец-Подольска, Первомайска, затем сдерживала передовые части противника на промежуточных рубежах в районах Боштанка, Нижнеднепровск. К 13 сентября 169-я стрелковая дивизия была выведена из боя и переброшена в район Полтавы, где в составе 38-й армии Юго-Западного фронта отражала наступление противника на харьковском направлении. В дальнейшем с этой же армией вела оборонительные бои на реке Северский Донец. С ноября 1941 года по февраль 1942 года майор  Краснов находился в госпитале в городе Саратов, затем был назначен начальником штаба формировавшейся в ПриВО 136-й отдельной стрелковой бригады. В том же месяце она убыла на Калининский фронт в 30-ю армию и участвовала в битве под Москвой. С 13 апреля 1942 года Краснов вступил в командование этой бригадой. Летом в составе той же армии участвовал с ней в Ржевско-Сычёвской наступательной операции. В сентябре — октябре 1942 года бригада находилась в непосредственном подчинении командования фронта, затем была передана 39-й армии и участвовала в операции «Марс». В марте 1943 года принимала участие в Ржевско-Вяземской наступательной операции. 
В середине мая в районе Ржева в составе 68-й армии резерва Ставки ВГК была сформирована 153-я стрелковая дивизия, полковник  Краснов утвержден ее командиром. С 12 июля она вместе с армией была включена в Западный фронт, затем с 4 августа передана 5-й армии и участвовала с ней в Смоленской, Спас-Деменской наступательных операциях. С 24 августа входила в 21-ю армию и успешно действовала в Ельнинско-Дорогобужской и Смоленско-Рославльской наступательных операциях. 22 сентября ее части перерезали ж. д. Смоленск — Рославль в 30 км юго-восточнее Смоленска и тем самым оказали помощь частям, освобождавшим город. За отличия в этих боях приказом ВГК от 25.09.1943 дивизии было присвоено почетное наименование «Смоленская ». С 21 октября она перешла в состав 33-й армии, затем с 8 декабря вновь была передана 5-й армии и вела бои на витебском направлении.  
С 9 февраля по 15 мая 1944 года полковник Краснов по ранению находился в госпитале в Москве и в  военном санатории в городе Кисловодск, затем состоял в распоряжении ГУК НКО. После выздоровления направлен на 1-й Прибалтийский фронт и с 13 июля вступил в командование 334-й стрелковой Витебской дивизией. В составе 43-й армии участвовал с ней в Полоцкой и Шяуляйской наступательных операциях, в освобождении Литвы. В начале августа дивизия была переброшена в район Биржай и затем вела оборонительные и наступательные бои на реках Мужа и Мемеле. С 5 октября она вошла в 4-ю ударную армию и принимала участие в Прибалтийской наступательной операции. С 1 ноября входила в 61-ю армию и в начале декабря занимала оборону восточнее Либавы, затем совершила марш в район Кибартай и была подчинена 2-й гвардейской армии (с 19 декабря — в составе 3-го Белорусского фронта).   
С 4 января 1945 года   Краснов переведен на должность командира 33-й гвардейской стрелковой Севастопольской дивизии. В конце месяца она, совершив марш в район Кёнигсберга, была подчинена 39-й армии и вела наступление в направлении залива Фришес-Хафф с задачей завершить окружение Кёнигсберга с севера. Выполнив ее, при развитии наступления на Пиллау 11 февраля встретила упорное сопротивление противника, после чего перешла к обороне. 25 марта дивизия была подчинена 43-й армии и участвовала в Кёнигсбергской наступательной операции и овладении городом и крепостью Кёнигсберг, за что была награждена орденом Суворова 2-й ст. (17.5.1945). В дальнейшем ее части участвовали в Земландской наступательной операции, наступая на запад вдоль северного берега реки Прегель. 17 апреля дивизия сосредоточилась в 60 км северо-западнее Кёнигсберга. В тот же день  Краснов был переведен на должность командира 26-й стрелковой Краснознаменной ордена Суворова дивизии, находившейся в обороне на побережье бухты Фишхаузенер.   
За время войны комдив Краснов был два раза упомянут в благодарственных в приказах Верховного Главнокомандующего.

#### Послевоенное время
После войны полковник Краснов продолжал командовать этой же дивизией в СГВ. С декабря 1945 года по март 1946 года состоял в распоряжении ГУК НКО, затем был назначен начальником штаба 119-го стрелкового корпуса ТуркВО. С декабря 1948 года по декабрь 1949 года учился в Высшей военной академии им. К. Е. Ворошилова, затем служил заместителем командира 56-го стрелкового корпуса ДВО в городе Александровск-на-Сахалине. С мая 1950 года исполнял должность заместителя командира 65-го стрелкового Ковенского Краснознаменного корпуса в составе Приморского ВО, а с апреля 1953 года — ДВО. В июне 1954 года назначен начальником ПВО 5-й армии. 3 августа 1957 года гвардии полковник Краснов уволен в запас.

## Награды
- орден Ленина (30.12.1956)[5]
- два ордена Красного Знамени (30.01.1943[6], 19.11.1951[5])
- орден Суворова II степени (19.04.1945[7]
- орден Кутузова II степени (03.06.1944)[8]
- орден Отечественной войны I степени (06.11.1985)[9]
- орден Красной Звезды (05.11.1946)[5]
- медали в том числе:
  - «За боевые заслуги» (03.11.1944)[10][5]
  - «За оборону Москвы» (01.05.1944)
  - «За Победу над Германией в Великой Отечественной войне 1941—1945 гг.» (1945)
  - «За взятие Кёнигсберга» (09.06.1945)
  - «Ветеран Вооружённых Сил СССР» (1976)
- знак «50 лет пребывания в КПСС» (1981)

Приказы (благодарности) Верховного Главнокомандующего в которых отмечен Н. И. Краснов.
- За форсирование реки Днепр и  овладение штурмом крупным областным центром городом Смоленск — важнейшим стратегическим узлом обороны немцев на Западном направлении. 25 сентября 1943 года № 25.
- За овладение штурмом крепостью и главным городом Восточной Пруссии Кёнигсберг — стратегически важным узлом обороны немцев на Балтийском море. 9 апреля 1945 года. № 333.